# Fremeni

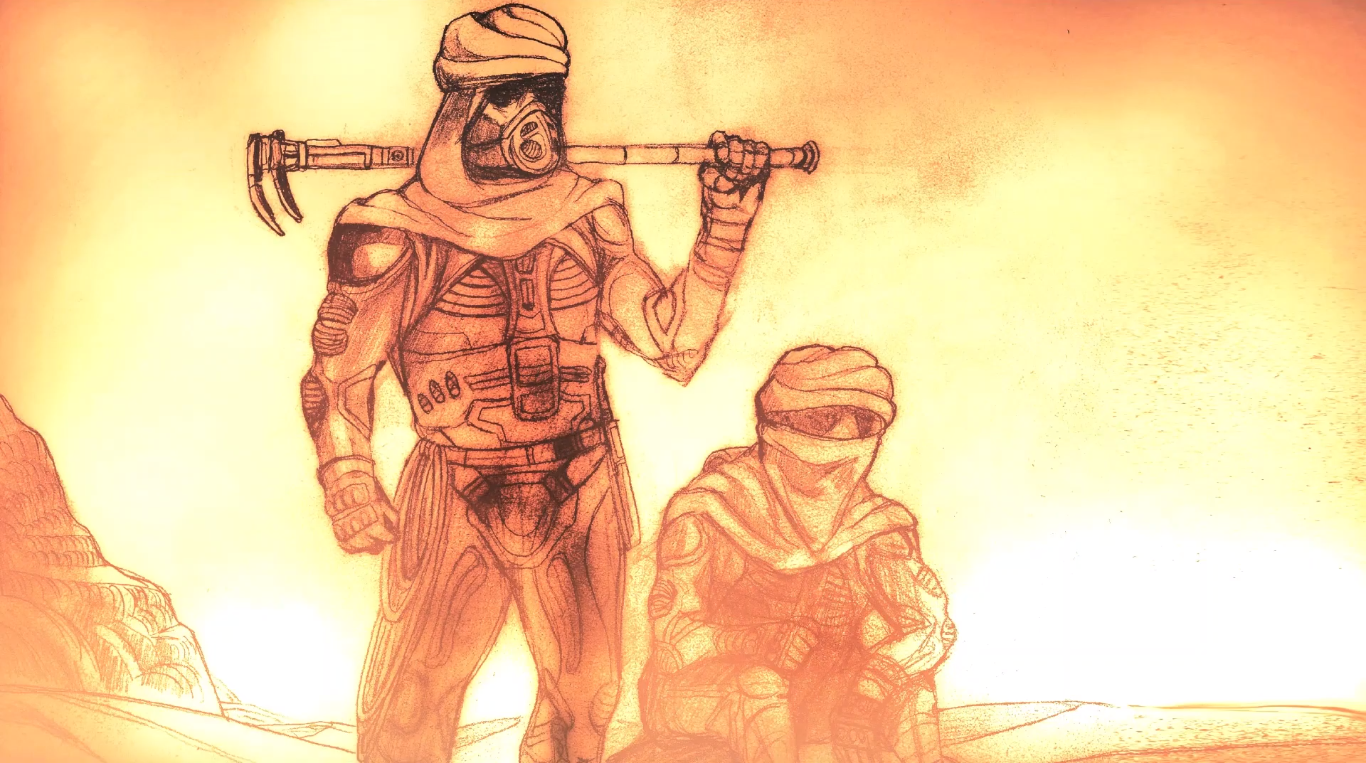
Fanart przedstawiający Fremenów z Diuny w filtrfrakach

Fremeni (Wolanie) – w powieści Franka Herberta pt. Diuna wolna ludność zamieszkująca planetę Arrakis (tytułową Diunę), potomkowie Zensunnitów, którzy przybyli na nią 10 tys. lat wcześniej (w czasie trwania tzw. Dżihadu Butleriańskiego) podczas ucieczki z planety Poritrin, na której byli niewolnikami. Termin ukuty przez ich ówczesnego przywódcę, Izmaela.
Jako mieszkańcy niezwykle suchej pustyni, wykształcili charakterystyczną tylko dla siebie kulturę i technikę. Uchodzili za niezwykle sprawnych wojowników.
Fremeni mieli niebiesko zabarwione białka oczne i źrenice (tzw. spojrzenie ibada), związane bezpośrednio ze spożywanym przez nich melanżem.

## Kultura i technika
Kultura Fremenów ukształtowana była w dużej mierze przez niegościnne środowisko, w którym żyli. Wielkie znaczenie miała dla nich woda, którą odzyskiwali z wydzielin ciała, powietrza, a nawet zmarłych. Korzystali w tym celu odpowiednio z filtrfraków, filtrnamiotów i zgonsuszni, w których, po specjalnym rytuale, woda zmarłego wracała do plemienia.
Podstawową jednostką organizacji społecznej była sicz (w pierwotnym znaczeniu – jaskinia używana jako schronienie w czasie niebezpieczeństwa). Dowódcą siczy był naib – mężczyzna, który uzyskał władzę zabijając w rytualnym pojedynku poprzedniego naiba. Władza naiba była absolutna.
Mimo iż Fremeni nie znali ani nie używali wielu, powszechnych gdzie indziej, zdobyczy techniki, tworzyli rzeczy niespotykane w innych miejscach wszechświata. Były one bezpośrednio związane z przeżyciem na pustyni: służyły do zdobywania i kontroli wydatkowania wody i walki. Należały do nich filtrfraki, filtrnamioty czy krysnoże. Używali także oddzielaczy wiatru do skraplania wilgoci zawartej w powietrzu.
Krysnoże, osobista broń Fremenów, produkowane były z zębów wielkich czerwi pustyni. Miały mlecznobiałą barwę i ok. 20 cm długości. Część krysnoży była produkowana tak, że rozpadały się z czasem, jeśli nie były trzymane blisko ciała.

## Wojownicy
Wojownikami Fremenów byli Fedajkini – komandosi śmierci, najlepsi wojownicy Uniwersum Diuny. Fedajkini walczyli pod dowództwem Muad'Diba podczas pierwszej bitwy przeciwko Harkonnenom i Corrinom. Stanowili też elitarną część sił Dżihadu Muad'Diba.